# Conjectures sur Jakob

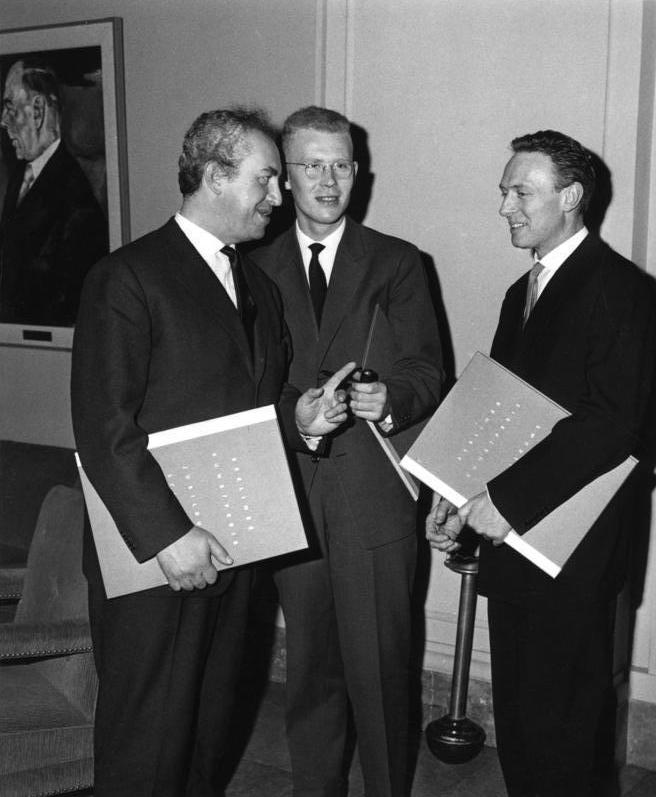
Uwe Johnson (au centre) reçoit le prix Fontane en 1960 pour Conjectures sur Jakob

Conjectures sur Jakob (Mutmassungen über Jakob) est un roman de l'auteur allemand Uwe Johnson publié en 1959.

## Classification
Le premier manuscrit romanesque publié d'Uwe Johnson, comme l'ensemble de son œuvre, aborde les problèmes des habitants de l'Allemagne divisée entre la RDA et la RFA, et en particulier sur la RDA pendant la guerre froide. Il y poursuit la reflexion de son premier roman publié à titre posthume <i>Ingrid Babendererde</i>. Les protagonistes des Conjectures apparaissent également dans d’autres œuvres de Johnson. Gesine Cresspahl est la personnage principal d'Anniversaires.

## Résumé
L'intrigue, divisée en cinq parties, commence par la mort du fonctionnaire de la Reichsbahn, Jakob Abs, écrasé par une locomotive alors qu'il traversait les voies dans le brouillard pour atteindre son lieu de résidence, dans une ville anonyme sur l'Elbe. Cet événement fournit la base de la description rétrospective des événements et des spéculations du narrateur sur Jakob et sa mort : était-ce un accident, un suicide ou peut-être un meurtre ?

### Introduction (Partie I)
Jakob Abs, né en 1928 en Poméranie-Occidentale, a fui l'avancée de l'Armée rouge à la fin de la Seconde Guerre mondiale avec sa mère vers la ville fictive de Jerichow sur la côte baltique du Mecklembourg, où ils ont trouvé refuge chez l'ébéniste local Heinrich Cresspahl et sa fille Gesine. Ils y ont mené ensemble une vie de famille.

### Intrigue (Parties II à V)
L'action principale du roman se déroule à la fin de l'automne 1956, entre le 7 et le 10 novembre, au moment du début de la déstalinisation dans le bloc de l'Est, du soulèvement populaire hongrois et de la crise de Suez .
Comme sa mère, de même que Gesine trois ans plus tôt, avait quitté la RDA après avoir été interrogée par un officiel de la Stasi, Rohlfs, Jakob fut invité à un entretien le lendemain. Rohlfs est chargé de recruter Gesine, qui travaille comme interprète pour l'OTAN, à des fins d'espionnage. Lorsqu'elle rend visite illégalement à Jakob en octobre et voyage avec lui chez son père à Jérichow, elle engage avec Rohlfs une conversation faite de menaces et de discussions de fonds sur les avantages du système socialiste par rapport au système capitaliste et sur les devoirs d'un citoyen de soutenir la RDA contre ses ennemis. Néanmoins, confiant dans la force de persuasion de ses arguments, il laisse la décision à Gesine et Jakob.
À Jérichow, les personnages rencontrent le Dr Jonas Blach (Partie II), assistant universitaire pour les études anglaises. Il a rencontré Gesine à Berlin au printemps et a commencé une liaison avec elle, même si elle n'aime en réalité que Jakob. Aujourd'hui, après son discours lors d'une manifestation universitaire à Berlin sur les réformes démocratiques nécessaires en RDA, il veut coucher ses pensées sur papier en toute tranquillité dans la maison de Cresspahl et les faire passer clandestinement à l'étranger avec l'aide de ses amis.
Gesine retourne ensuite en Allemagne de l'Ouest. Peu de temps après, avec l'approbation de Rohlf, Jakob se rend également là-bas pour rendre visite à sa mère dans un camp de réfugiés. Malgré son amour pour Gesine, qui a démissionné de son poste à l'OTAN et donne désormais des cours d'allemand à la radio pour les soldats américains, il retourne en RDA après seulement une semaine, déçu par la vie en République fédérale et confirmé dans son opinion sur le capitalisme après l'occupation britannique du canal de Suez . En route vers le poste d'aiguillage le jour de son retour, il est heurté et tué par une locomotive de manœuvre. Tandis que Gesine reçoit à plusieurs reprises de la part de Rohlfs un sauf-conduit et a une conversation ensuite avec lui à Berlin (Partie IV), il fait arrêter Blach, dont l'essai a été diffusé au Département d'État américain, pour agitation de guerre et de boycott.

## Structure et forme narrative
Le récit-cadre (Partie I, début et Partie V) du roman, qui n'est pas raconté chronologiquement mais qui suit une orientation globale selon l'intrigue, comprend trois dialogues centraux qui reconstruisent les événements (Parties I et II : Jonas – Jöche, Partie III : Gesine – Jonas, Partie IV : Rohlfs – Gesine). Ceux-ci impliquent à leur tour diverses formes narratives.
Une caractéristique principale, avec l'usage pregnant de structures paratactiques, est la technique de montage avec des perspectives narratives changeantes : dialogues, monologues intérieurs, narrations classiques ainsi que divers usages de la première personne alternent les uns avec les autres. Les transitions abruptes étant parfois indiquées par un simple saut de paragraphe. Différentes langues se retrouvent dans le texte, comme l'anglais, le russe et le bas allemand du Mecklembourg, avec lesquelles le père Cresspahl s'exprime. Ces techniques narratives n'offrent qu'une image diffractée des personnages, de leurs actions et de leurs motivations. Seul le contexte ou l'enchaînement du roman permettent de savoir qui sont les participants du dialogue. De nombreux autres aspects restent également flous ; seules les descriptions des processus techniques dans le poste de signalisation sont réellement présentées clairement. Selon Hans Magnus Enzensberger, le lecteur, « libéré de sa passivité agréable » à la manière du théâtre épique de Brecht, se voit confier un rôle actif : il doit combiner les informations éparses en une intrigue, comme un détective.

## Réception
La critique ouest-allemande a largement reconnu que Conjectures sur Jakob était une œuvre linguistiquement innovante et exceptionnelle et a fait connaître l'auteur comme « le poète des deux Allemagnes » (Günter Blöcker)[réf. souhaitée]. En 1964, Hans Bunge commentait les Conjectures : « le livre de Johnson est une œuvre d'art linguistique, sa maîtrise stylistique est incontestée ».
Les critiques de RDA (comme Hermann Kant, Peter Hacks ) se sont attaqués aussi bien à la position individuelle et non dogmatique de Johnson et à son langage. Le deuxième aspect a également été souligné par les écrivains et scientifiques ouest-allemands : tandis que Hermann Kesten, Kasimir Edschmid et Karlheinz Deschner ont observé un maniérisme allemand mauvais et insensé, d'autres (Herbert Kolb  Hugo Steger ) ont souligné les fonctions poétiques de ces traits stylistiques.
En 1960, le roman a reçu le prix Fontane de la ville de Berlin.
En 1984, la Hessischer Rundfunk a diffusé une lecture du roman en 21 épisodes avec Gert Haucke comme lecteur.

## Traductions françaises
- Conjectures sur Jacob (La frontière) (traduit de l'allemand par Marie-Louise Ponty), préface de Hans Magnus Enzensberger, nouvelle édition, revue par Pierre Rusch, Gallimard, Paris, 1994  (ISBN 2-07-073754-3).